# Paraterpnistria zebrina
Paraterpnistria zebrina är en insektsart som beskrevs av Piza Jr. 1980. Paraterpnistria zebrina ingår i släktet Paraterpnistria och familjen vårtbitare. Inga underarter finns listade i Catalogue of Life.